# Язевка (приток Тобола)
Язевка — река в России, протекает по Ярковскому району Тюменской области. Устье реки находится в 232 км от устья Тобола по правому берегу, у села Матмасы. Длина реки составляет 43 км.

## Данные водного реестра
По данным государственного водного реестра России относится к Иртышскому бассейновому округу, водохозяйственный участок реки — Тобол от впадения реки Исеть и до устья, без рек Тура, Тавда, речной подбассейн реки — Тобол. Речной бассейн реки — Иртыш.
Код объекта в государственном водном реестре — 14010502612111200008429.